# José Luis Pires Azcárraga
José Luis Pires Azcárraga (Cádiz, España, 1910-Barcelona, España, 1989). Escultor e imaginero español, su nombre real era José Luis Pires Gutiérrez. Era hijo de padre portugués (de ahí que muchos autores dicen de él que era portugués) y de madre santanderina. [1]
Trabajó en retablos e imaginería.
De su obra destaca el San Juan Bosco, el retablo de María Auxiliadora y el Crucificado de la capilla de las Escuelas de los Salesianos de San Pedro de Triana.
También en Sevilla talló el Cristo de las Almas de la Hermandad de los Javieres (en el año 1945), con el compromiso de tener que mejorar el modelado anatómico y la policromía final del Crucificado de Triana antes citado [2]; la antigua imagen de Jesús del Soberano Poder de San Gonzalo (hoy Jesús del Gran Amor en Jerez de los Caballeros) y el paso antiguo de San Gonzalo, el canasto de los ángeles atlantes, hoy en la ciudad de León en la Hermandad de Jesús Nazareno.
Viajó por África. En Málaga realizó una virgen de bronce sumergida en el mar, en Cádiz la Virgen del Carmen del convento homónimo y en Luanda (Angola) una virgen de cinco metros en el aeropuerto.

## Obra

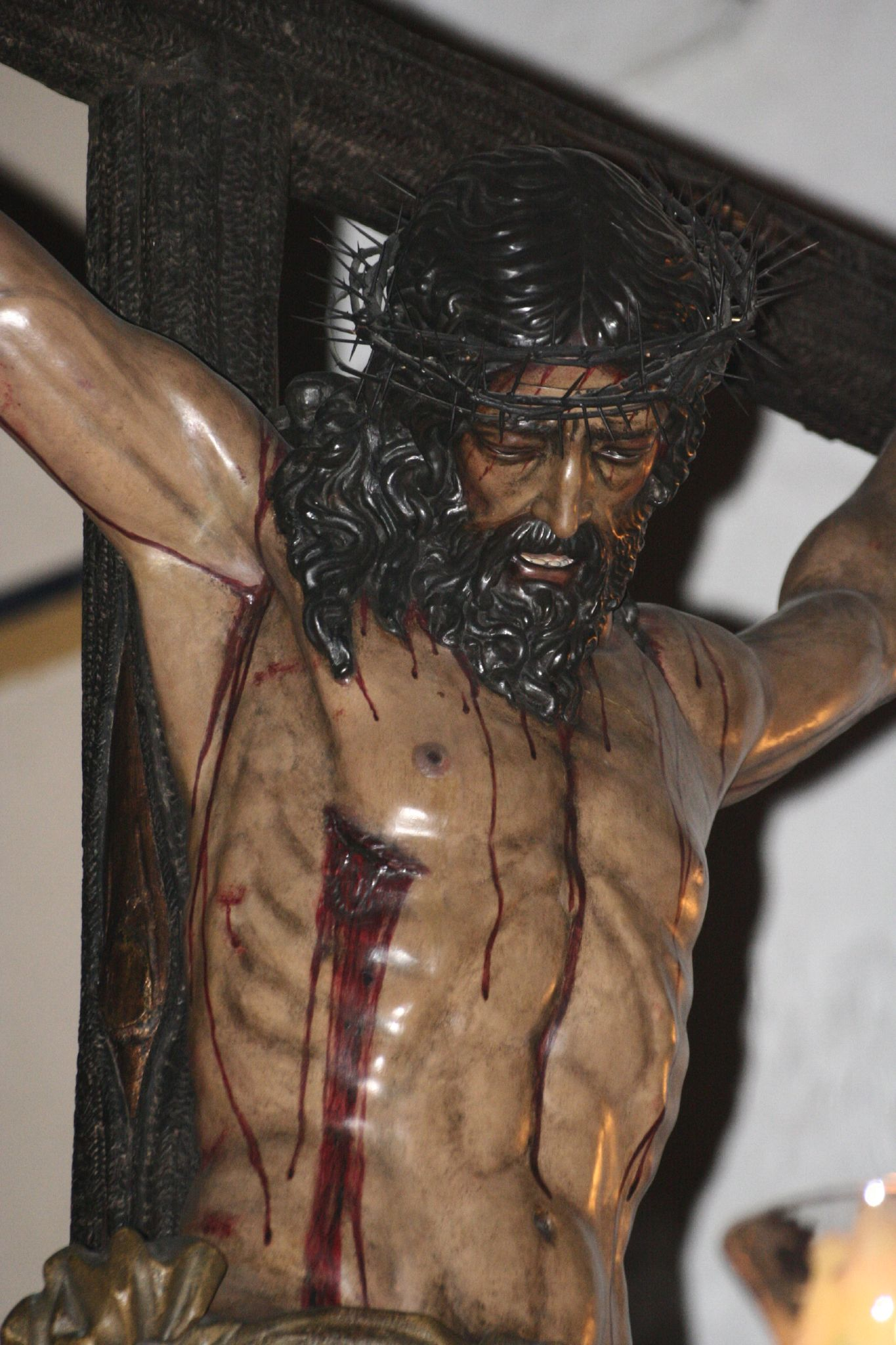
Cristo de las Almas.

- San Juan Bosco, retablo de María Auxiliadora y crucificado. Salesianos de Triana, Sevilla
- Cristo de las Almas de la Hermandad de los Javieres de Sevilla.
- Jesús del Soberano Poder de San Gonzalo (hoy Jesús del Gran Amor en Jerez de los Caballeros)
- Paso antiguo de San Gonzalo, el canasto de los ángeles atlantes, hoy en la ciudad de León en la Hermandad de Jesús Nazareno.
- Virgen de bronce sumergida en el mar, Málaga.
- Virgen del Carmen, Convento de las Carmelitas Descalzas (Cádiz).
- Virgen del aeropuerto de Luanda, Angola.
- Nuestro Padre Jesús Preso, Puente Genil, Córdoba.